# Bläck Fööss

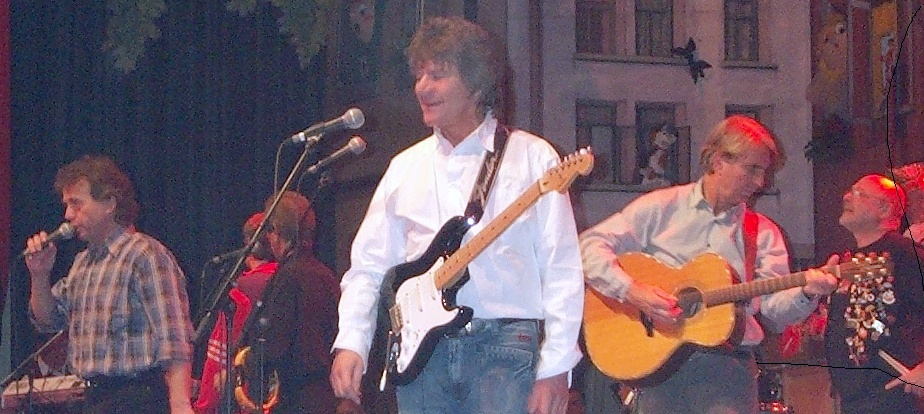
De Bläck Fööss bij een optreden in Gürzenich in 2006

Bläck Fööss is een bekende Keulse muziekband die in het plaatselijke dialect Kölsch vooral carnavalsmuziek maakt, maar daarnaast ook actief is in de muziekgenres schlagers en popmuziek. De naam betekent op blote voeten in het Kölsch. De groep is opgericht in 1970 en heeft veel betekend voor het promoten van het Kölsch. Ook in het aangrenzende Nederlands Limburg is de groep populair en een graag geziene gast op muziekfestivals.

## Bandleden
- Thomas "Tommy" Engel, zang, slagwerk (1970-1995)
- Karl Friedrich "Kafi" Biermann, zang, gitaar, slagwerk (1995 toegetreden-2017)[1][2]
- Ralph Gusovius, slagwerk, accordeon, zang (1995-2023)[3]
- Günther "Bömmel" Lückerath, gitaar, banjo, mandoline, viool, zang (1970-2023)[4]
- Hartmut Priess, basgitaar, gitaar, mandoline (1970-2018)[5]
- Peter Schütten, zang, slagwerk (1970-2017)[2]
- Erry Stoklosa, gitaar, slagwerk, zang (1970-2023)[4]
- Andreas Wegener, piano, synthesizer, accordeon, zang, (sinds 2005)[6]
- Mirko Bäumer: gitaar, zang (sinds 2017)[1]
- Pit Hupperten: gitaar, zang (sinds 2017)[7]
- Hanz Thodam, basgitaar, zang (sinds 2019)[5]
- Christoph „Raudi“ Granderath, gitaar, mandoline, zang (sinds 2020)[8]
- Alex Vesper, slagwerk (sinds 2023)[9]

## Geschiedenis
Voor 1970 speelden de leden van de Bläck Fööss in diverse Keulse beatbands. Bands vooraf aan de Bläck Fööss waren Singing End, Stowaways en The Beat Stones. Tommy Engel speelde bij The Luckies en de Black Birds, daarna als drummer bij de Tony Hendrik Five, voordat hij naar de Stowaways verkaste. Deze bands traden op in het voorprogramma van beroemde beatbands, zoals The Beat Stones in november 1966 bij The Who en The Lords. The Beat Stones stelden hun eerste single What? Am I in love? voor in het voorprogramma van het Beach Boysconcert in mei 1967 in de Kölner Sporthalle. In september 1968 traden de Stowaways (met Hartmut Priess, Peter Schütten en Ernst Erry Stoklasa) op bij een beatfeastival in de Sartoryzalen en wonnen de eerste prijs.
Op carnavalsballen speelden deze bands hits van The Beatles, The Kinks en The Hollies, niettemin was er ook vraag naar carnavalsliederen. Derhalve besloot men om ook in het Keuls dialect te zingen. Graham Bonney, die met de band in de studio werkte, stelde voor om een Keuls lied op te nemen. Echter de band wilde hun goede naam als beatband niet op het spel zetten en bedachten de naam Bläck Fööss als pseudoniem. Het Keulse label Electrola publiceerde in oktober 1970 hun eerste single Rievkooche-Walzer/Selverhuhzick. Omdat van de plaat slechts 2000 exemplaren waren verkocht, produceerde Electrola voorlopig geen verdere platen meer met de band.
Het in september 1971 opgenomen nummer Drink doch eine met in de Keulse Cornetstudio's, werd geproduceerd door Heinz Gietz en vervolgens door de platenmaatschappij afgewezen, omdat deze de voorkeur gaven aan Engelse teksten. Gietz, die Electrola in 1966 had verlaten en zijn eigen platenlabel Cornet Records had opgericht, had een bedrijfscontract met BASF en publiceerde in 1972 het nummer, dat direct een publiekelijk succes werd. Cornet Records produceerde twee lp's met de Bläck Fööss: Op bläcke Fööss noh Kölle (1974) en Lück wie ich und du (1975). Het succes van de band in de zalen en bij de regionale platenverkoop moedigde Electrola in 1976 aan om de band een nieuw contract aan te bieden. Spoedig was de band bij carnavalszittingen en -ballen zeer gevraagd, alleen de conservatieve carnavalsgezelschappen waren aanvankelijk geïrriteerd door het uiterlijk van de band: langharig, in jeans en blootsvoets (dat later werd afgeschaft wegens het gevaar voor verwondingen door glasscherven), verschenen de Bläck Fööss met gitaren en draagbare versterkers op de traditionele carnavalsevenementen.

## Het repertoire
Vanaf de jaren 70 ontwikkelden de Bläck Fööss zich tot muzikale superstars van het Keulse carnaval, dankzij vindingrijke en geestige nummers met simpele melodieën. Ze werden met meer dan 100 nummers de hoofdgebruikers van de liedjes van de componist Hans Knipp. In 1970 ontstond er voor de eerste keer contact met Knipp, toen de groep nog onbekend was. Zijn eerste compositie voor de groep, Mir drinken us einer Fläsch, werd de A-kant van hun in 1971 verschenen tweede single. Knipp zorgde met Mer losse d'r Dom en Kölle (1973) voor een van de vaste liederen van het Keulse carnaval. Oorspronkelijk als kritiek op de saneringspolitiek van de stad Keulen bedoeld, wordt het nummer vaak als hommage aan de Dom van Keulen gezien. In Lange Samstag en d'r City (1977) zingt de groep over een koopzaterdag met kleinkinderen. Bij zijn nummers voor de Bläck Fööss sloot hij zich bij de artistieke verscheidenheid van deze band aan met Buuredanz, Ming eetste Fründin, Mer bruche keiner en Unsere Stammbaum. In de Duitse hitparade scoorden ze voor de eerste keer met Katrin (januari 1985, 25e plaats), met daaropvolgend Frankreich, Frankreich (juli 1985, 9e plaats), dat hun tot dusver grootste hitparadesucces werd met 190.000 verkochte geluidsdragers. Vijf van hun lp's konden zich plaatsen in de Duitse Toptien.
De band had een ver boven de carnavalsliedjes verheven, stilistisch veelzijdig repertoire, een mengeling uit schlager, popmuziek, blues, rock, rock n roll, disco, funk en reggae. Bovendien zijn op de oudere platen ook enkele standaarddansen aanwezig, zoals bijvoorbeeld samba (Wenn de Sonn schön schingk, 1974), tango (Damenwahl em Stammlokal, 1976) en chachacha (Kaffeebud, 1978). Enkele liedjes zijn coverversies, waarvan de originele versies afkomstig zijn van Ladysmith Black Mambo, de Beatles, de Hollies, Willi Ostermann en ook Herbert Grönemeyer. De producer van de band was van 1973 tot aan zijn dood in 2003 Werner Dies.
Hun liederen behandelen ook ernstige thema's, zoals in het lied Edelweißpiraten, dat over het noodlot van de Keulse Edelweißpiraten tijdens het Derde Rijk vertelt. Ook het lied Feschers Köbes vertelt over de opstand tegen de heerschappij van de aartsbisschop Anno II in 1074. Met nummers als Sirtaki en Unser Stammbaum stelt de band zich op tegen vreemdelingenhaat, wat ze ook door hun optredens in 1992 en 2012 tijdens het concert tegen rechts geweld onderstreepten (Arsch huh, Zäng ussenander).

## Mutaties
In hun 47-jarig bestaan hebben er enkele personele wijzigingen plaatsgevonden. In het begin van de jaren 80 verving keyboarder Willy Schnitzler zijn voorganger Dieter "Joko" Jaenisch, die bij de band was sinds de oprichting, uitgezonderd de onderbreking van 1974 tot 1977. Tijdens deze periode speelde Rolf Lammers op de keyboards, die later als studiomuzikant en lid van de band L.S.E. bekend werd.
De spectaculairste wijziging was in 1994, toen frontman Tommy Engel na langdurige, voornamelijk artistieke meningsverschillen de band verliet en sindsdien solo optreedt. Zijn opvolger werd Kafi Biermann. Vanwege de mutaties werd de band aangevuld met zanger/drummer Ralph "Gus" Gusovius, die voorheen reeds lang als studiomuzikant had meegewerkt. Na de zitting in 2005 verliet Willy Schnitzler de band wegens artrose aan de handen. Zijn opvolger werd Andreas Wegener, die reeds eerder met verschillende bekende muzikanten had samengewerkt.
In januari 2017 werd Mirko Bäumer als opvolger van zanger Kafi Bierman gepresenteerd. In februari verliet oprichter Peter Schütten de groep. Zijn opvolger werd Pit Hupperten.

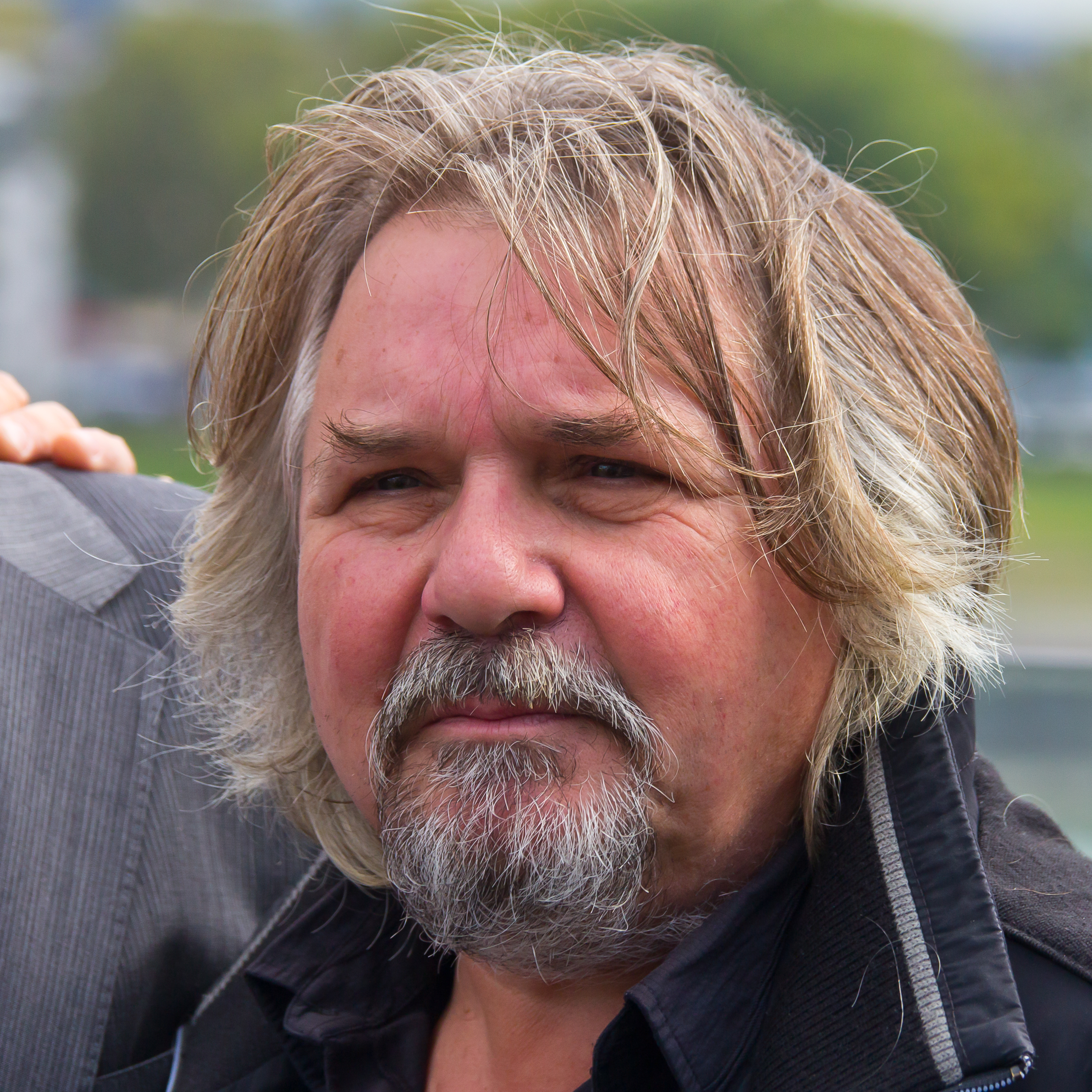
Tommy Engel
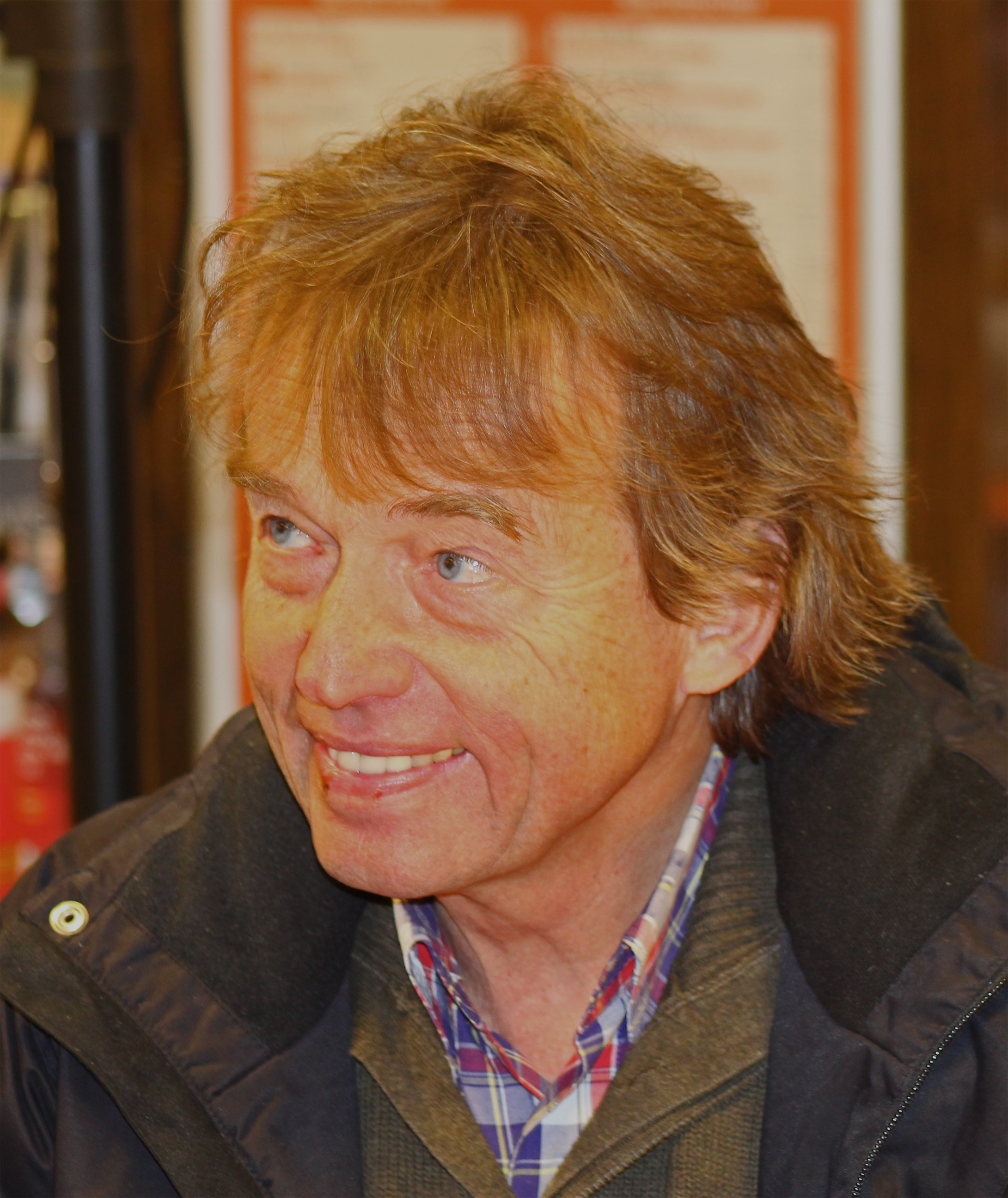
Kafi Biermann
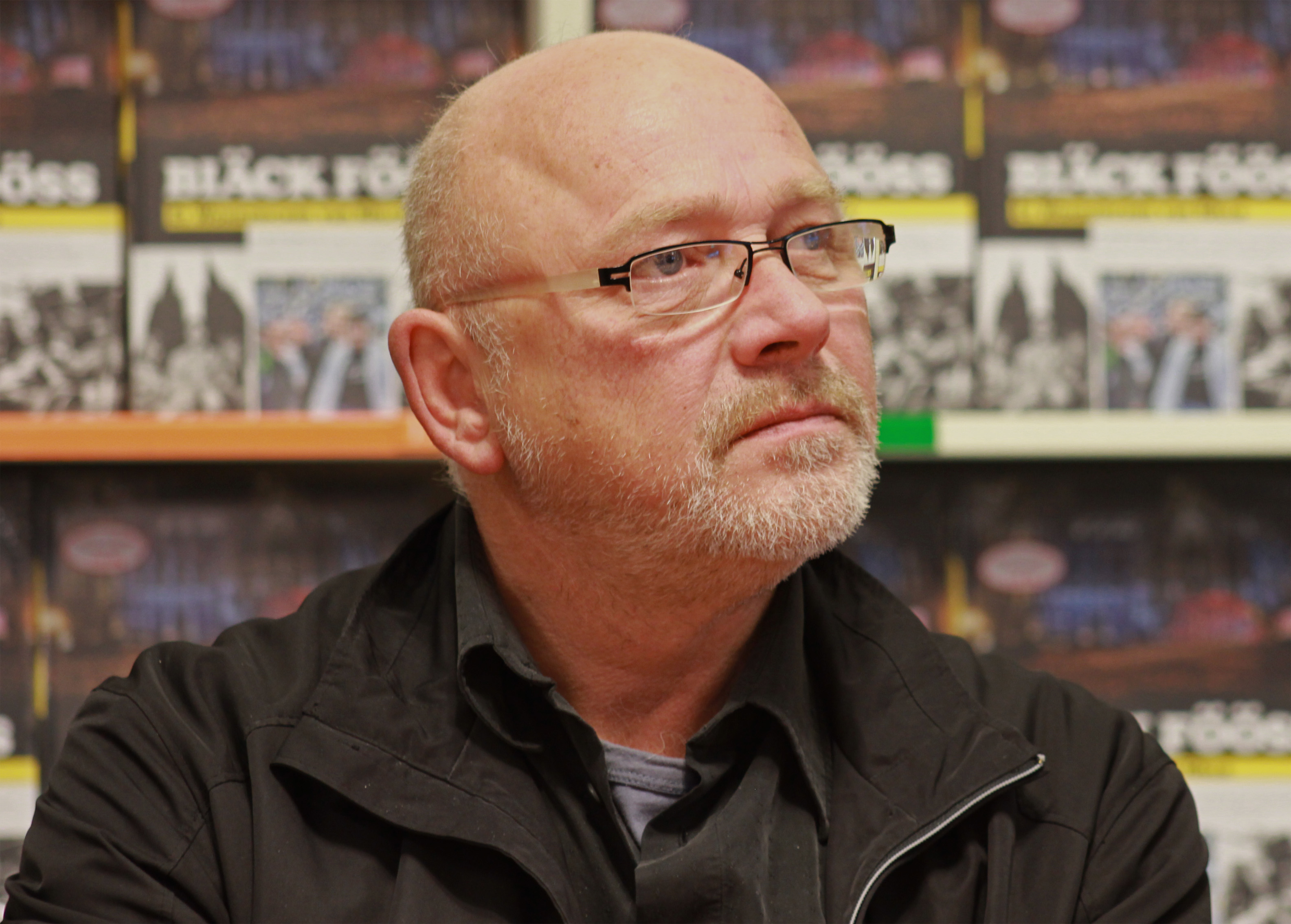
Ralph Gusovius
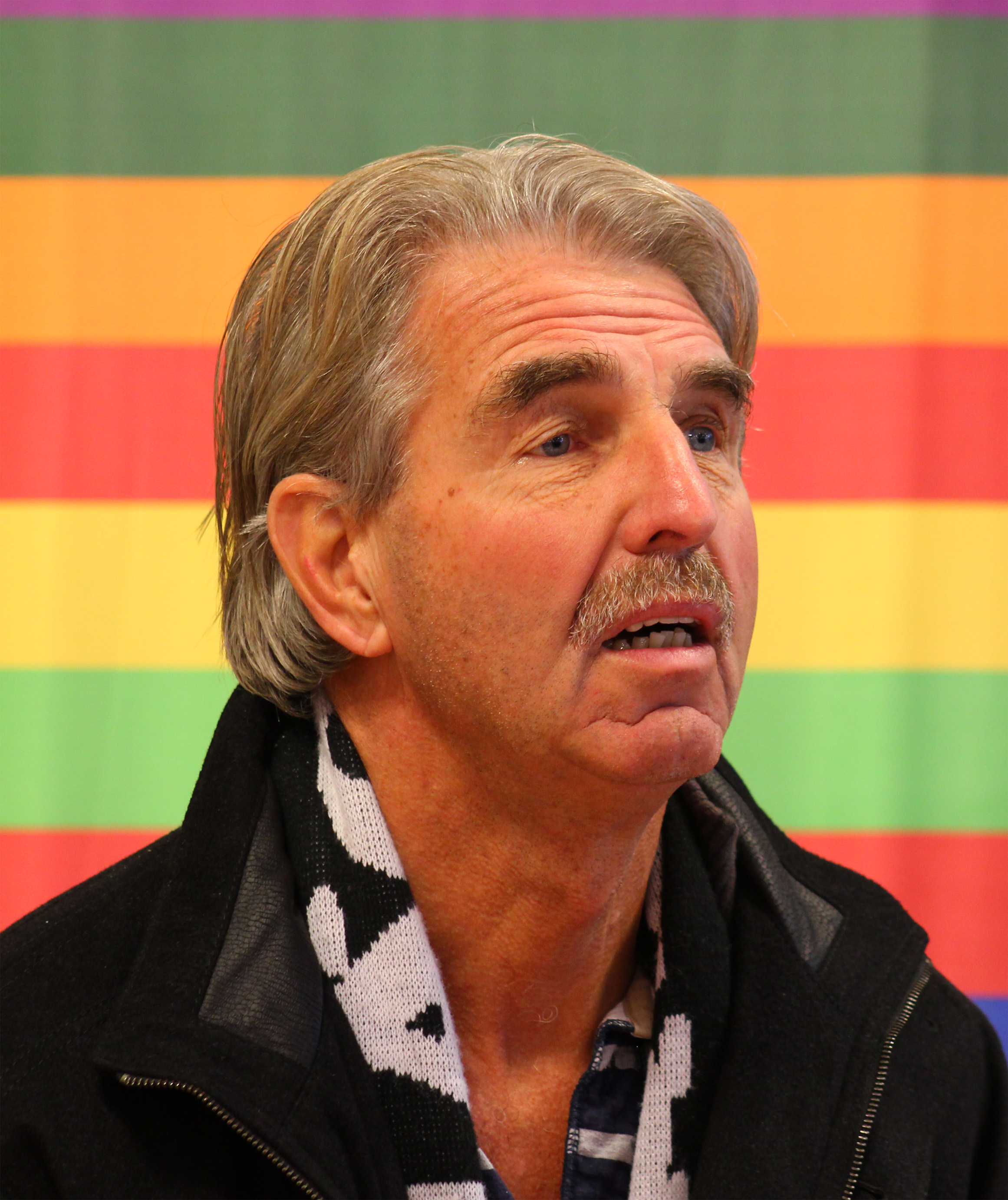
Peter Schütten
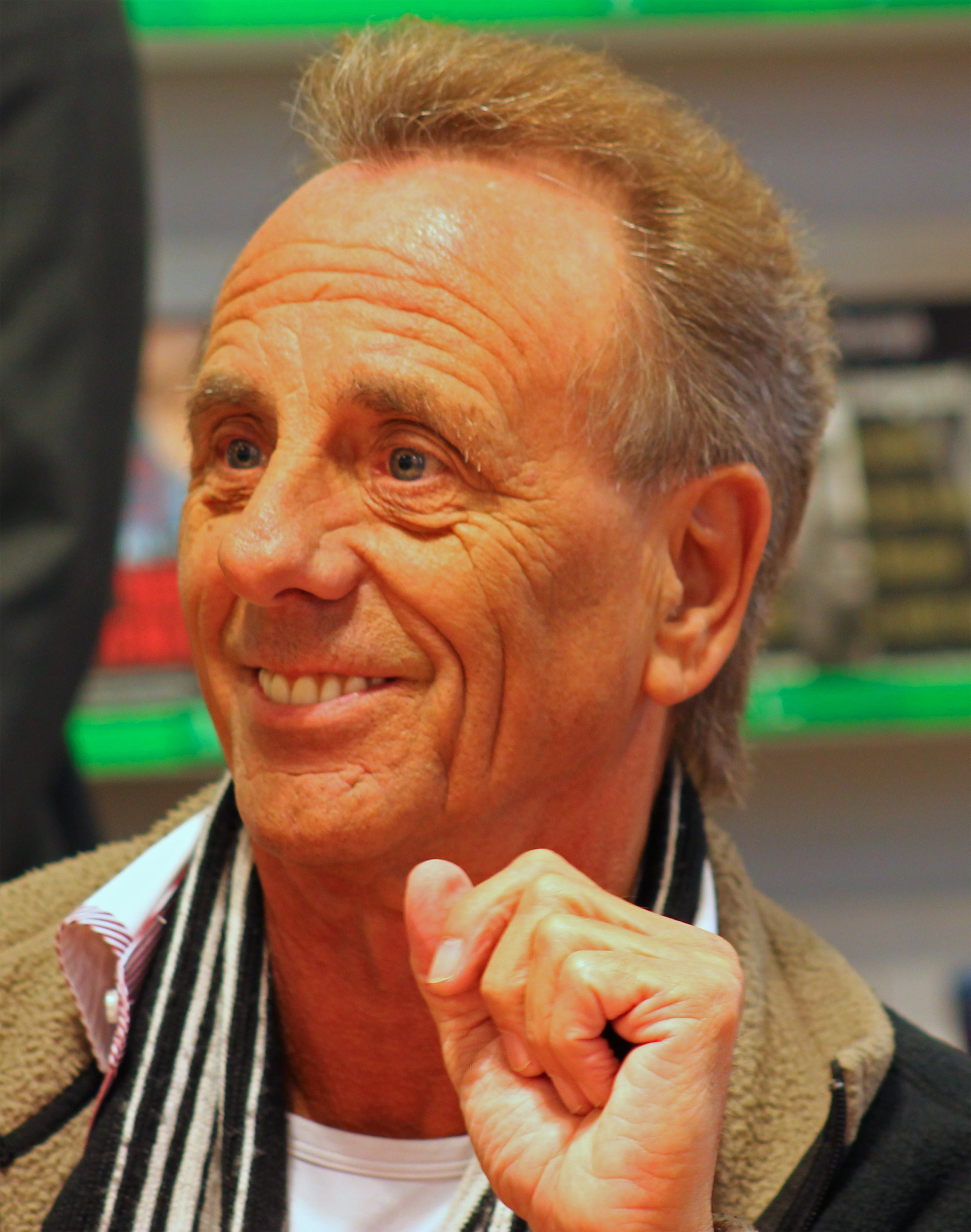
Erry Stoklosa
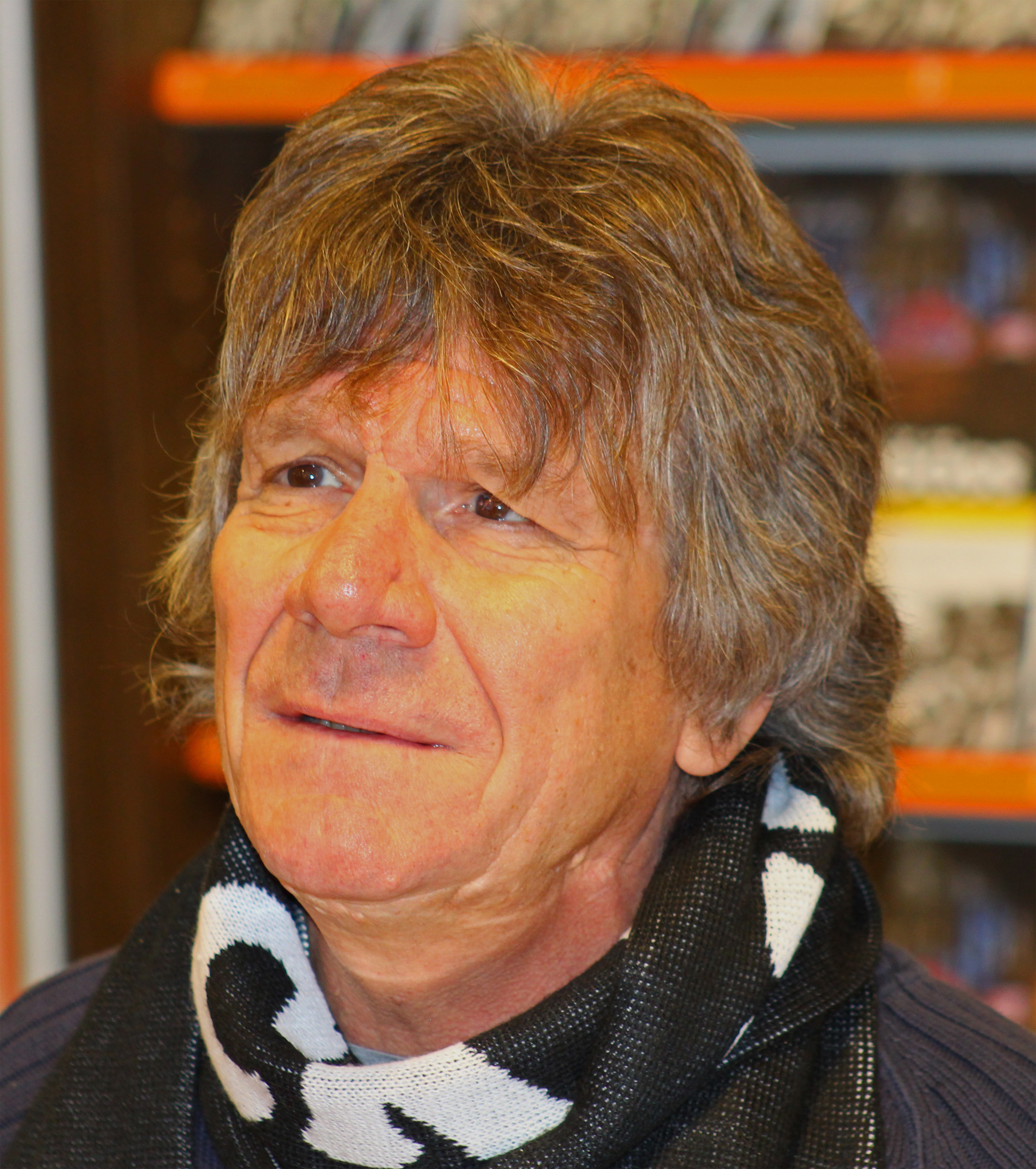
Günther "Bömmel" Lückerath
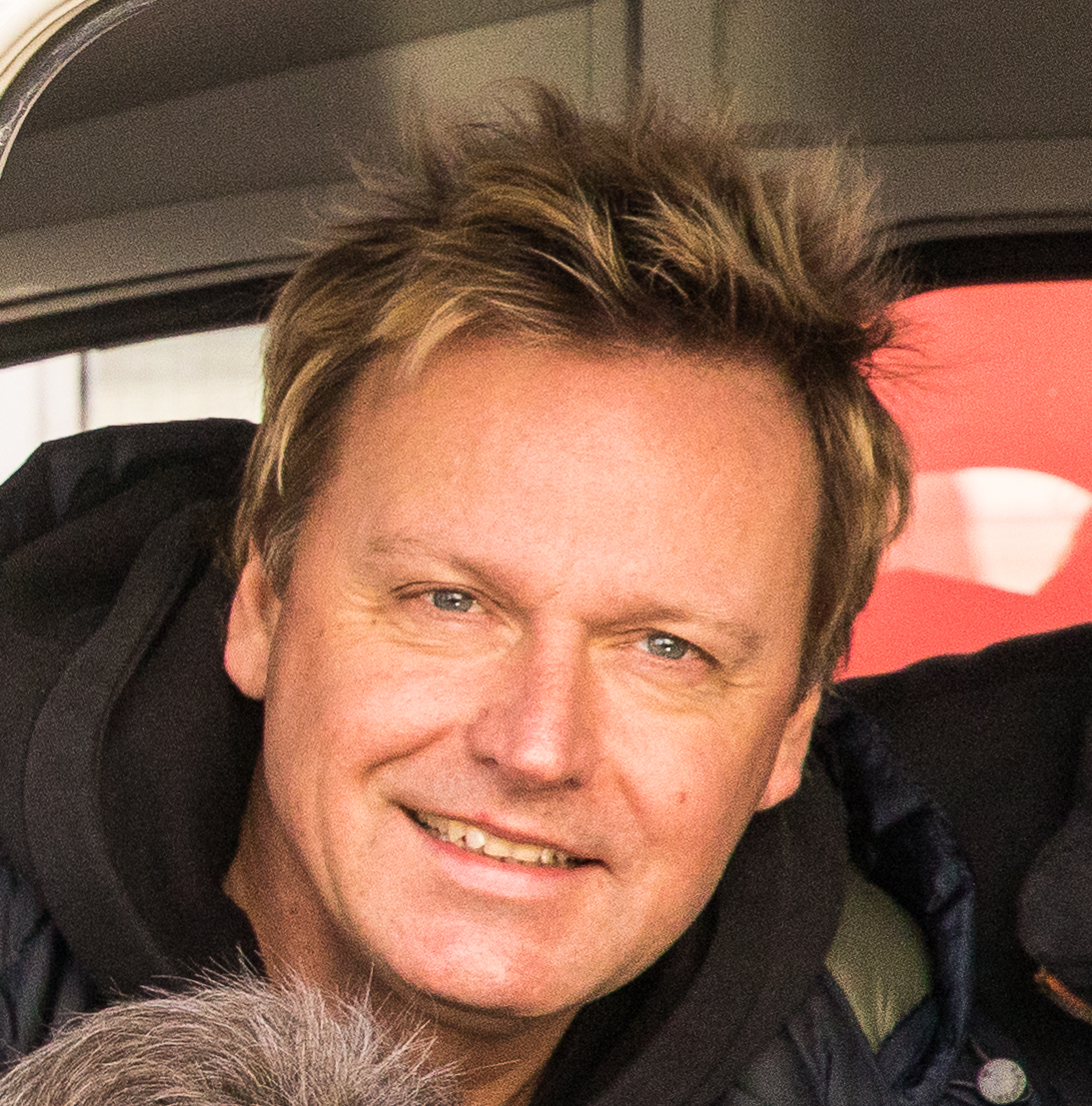
Mirko Bäumer

## Samenwerking met andere artiesten
De band werkte in de loop der jaren samen met veel studiomuzikanten en trad ook samen op met andere Keulse artiesten.
- 1973 speelde de band het titellied voor de animatieserie Wickie und die starken Männer.
- 1974 speelde de band het slotlied van de Hobbythek in.
- 1981 zong de Keulse rockmuzikant, roadie en vriend van de Bläck Fööss, King Size Dick op de plaat Wenn et jöck … zwei Lieder, wie auch auf Morje, Morje
- In de jaren 90 brachten de Bläck Fööss af en toe de Schäl Sick Brass Band mee op het podium.
- 2000 namen ze hun eerste grote hit Drink doch eine met samen met de zanger Daddy Dee opnieuw op.
- 2002 werden de Bläck Fööss bij het lied Du … (bes die Stadt), dat zich baseert op het nummer Highland Cathedral, begeleid door de Cologne Caledonian Pipe Band.
- In 2020 had de band veel succes met een Duitstalige cover van het lied ‘Brabant’ van Guus Meeuwis, waarbij Brabant vervangen werd door Köln: ‘Und dann denke ich an Köln.’

## Onderscheidingen
- De Bläck Fööss werden in 1981 onderscheiden met de Willi Ostermannmedaille.
- In 1989 ontvingen ze de Rheinlandtaler.
- De bandleden "Kafi" Biermann, "Bömmel" Lückerath en Hartmut Priess ontvingen in 2007 voor hun vrijwillige betrokkenheid aan Keulse scholen, de "Kulturkamelle" van het Festkomitee Kölner Karneval.
- In 2015 ontvingen de Bläck Fööss de Franz Peter Kürtenonderscheiding.

## Discografie

### Albums
- 1974: Op bläcke Fööss noh Kölle
- 1975: Lück wie ich un du
- 1976: Bei uns doheim
- 1977: Links eröm – rächs eröm
- 1978: Mer han 'nen Deckel
- 1979: Uns Johreszigge
- 1980: D'r Rhing erop – D'r Rhing eraf
- 1980: Live am Tanzbrunnen
- 1981: Wenn et jöck … dann weed et Zick …
- 1982: Morje, Morje
- 1983: Immer wigger
- 1984: Mir klääve am Lääve
- 1985: Schöne Bescherung
- 1985: Em richtije Veedel
- 1986: Zweierlei Fööss
- 1987: Pänz, Pänz, Pänz
- 1987: Endlich frei!
- 1988: Mer losse d'r Dom in Kölle
- 1988: Was habst du in die Sack?
- 1989: Live im Millowitsch-Theater
- 1990: Et es 20 Johr jenau jetz her
- 1990: Live
- 1991: Nix es ömesöns
- 1993: A Capella
- 1994: Rheinhotel
- 1995: Heimweh nach Köln
- 1996: Roxy
- 1997: Lück wie ich un du
- 1998: Schönes Wochenende
- 1998: En d’r Südstadt jeiht et Leech aan
- 2000: 30 Jahre Bläck Fööss Live
- 2000: Loss mer uns verdrare
- 2001: Best of Bläck Fööss … zum fiere
- 2002: K-BF 33
- 2003: Best of … zum dräume
- 2003: Kölsche Weihnacht
- 2003: Best of … Silvesterparty (DVD)
- 2004: Rut & Wiess
- 2005: Usjebomb
- 2006: Do laach et Hätz, do jrins die Fott
- 2007: Best of … zum danze!
- 2008: Jommer noh Hus oder solle mer blieve?
- 2009: Wie die Zick verjeiht …
- 2010: 40 Jahre Bläck Fööss Live
- 2011: Alles für die Liebe
- 2016: Freiheit Alaaf

### Singles
- 1970: Rievkooche Walzer / Selverhuhzick
- 1970: Mir drinken us einer Fläsch / Drink doch eine met
- 1973: Mer losse d'r Dom en Kölle / In unserem Veedel
- 1974: Leev Linda Lou / Whisky Double für Old Wabbel
- 1975: Loss d’r Kopp nit hänge / De Mama kritt schon widder e Kind
- 1975: Lück wie ich un du / Die 3 vun d'r Linie 2
- 1975: Pänz, Pänz, Pänz / Einmol em Johr
- 1976: Damenwahl em Stammlokal / Et Spanien-Leed
- 1976: Ming eetste Fründin / Ich krij'e Bier un du kriß e Bier
- 1977: Sirtaki / Rita Schnell
- 1977: Loss mer jet schunkele / Lange Samstag en d’r City
- 1978: Danz Mädche Danz / Et jitt kei jrößer Leid
- 1978: Kaffeebud / Himmelfahrt
- 1978: Weia Oweia / Ich han nen Deckel
- 1979: Familijedaach / Treck noch ens dat Kleid ahn
- 1980: Indianer kriesche nit / Anglerleed
- 1980: Flipper / M.S.Monika
- 1981: Schäle Schäng / Kölsche Bröck
- 1982: Schötzefess / Heimweh en Kölle
- 1983: Achterbahn / Polterovend
- 1984: Huusmeister Kaczmarek / Sporthall
- 1985: Katrin / Surfen am Fühlinger See
- 1985: Frankreich Frankreich / Le Mont St. Michel
- 1985: Bye, Bye My Love / S.D.I. (Mir hevven af)
- 1986: Party Service / Drachenfels
- 1986: Neña / Herman The German
- 1987: Du bes zu schön / Kölle am Rhing
- 1987: Baby I Love You / Loss m’r jon
- 1987: Wochenplan / Wochemaat en Kölle, Wochenplan (DKF versie)
- 1989: Stellt üch vüür / Männer
- 1990: Dovun dräum ich sulang (Tanzbrunnen) / Dä Wing vun Kölle am Rhing
- 1990: Bläck Fööss Band / Dat Wasser vun Kölle
- 1990: Danz Bläck Fööss Danz / Maiwiese (Instrumental)
- 1991: Moni hat geweint / Moni hat geweint (Live)
- 1992: Tarzan / Rentner /
- 1993: Sie liebt dich / Komm gib mir deine Hand / Liebe deine Feinde
- 1994: Rheinhotel / (meerderen)
- 1994: Kumm widder heim / (meerderen)
- 1996: Wenn et Leech usjing em Roxy / (meerderen)
- 1996: Do han sen en d’r Ärm jenomme / (meerderen)
- 1998: Fastelovendstrumm / (meerderen)
- 1998: Ein Leben nach dem Tod / (meerderen)
- 2000: Zick zick eröm (Drink doch eine met 2000) / (meerderen)
- 2007: Ävver bitte bitte met jeföhl / (meerderen)
- 2010: He deit et wih un do deit et wih / (meerderen)
- 2011: Mir han e Hätz für Kölle / (meerderen)
- 2013: Kölner Leechter / (meerderen)
- 2020: Und dann denke ich an Köln / (meerderen)